# Juan Bonifacio
Juan Bonifacio (San Martín del Castañar, Salamanca, 1538-Villagarcía de Campos, Valladolid, 4 de marzo de 1606) fue un humanista, pedagogo y dramaturgo jesuita (SI).

## Biografía
Era hijo de Andrés Martínez y Catalina Benítez. Estudió tres años de gramática en Santiago de Compostela, uno de lógica en Alcalá de Henares y dos de retórica con otro de cánones en Salamanca (1554-1557). Empezó el noviciado jesuita en Medina del Campo, en 1557, y lo destinaron a enseñar gramática y retórica durante diez años. Y aunque el general Francisco de Borja le propuso estudiar teología en Salamanca, en 1567 pasó al colegio de Ávila, porque las humanidades se le daban mejor y estaba más tranquilo: «Haec est requies mea in saeculum saeculi. Hic habitabo quoniam elegi eam». En 1572 consiguió de Borja que no lo destinasen al colegio de Madrid. Inauguró los cursos de humanidades en Valladolid (1576) y volvió a Medina del Campo en 1592, y se retiró en el año 1600 a Villagarcía para darse intensamente a la vida espiritual.
Componía obras dramáticas y autos sacramentales de fuerte impronta cristiana. En uno de ellos, representado en Medina durante la fiesta del Corpus en 1566, “requebrábanse el esposo y la esposa [Dios-Hijo y la naturaleza humana] con muchas palabras de los Cantares, en romance todo”, como escribía escandalizado el predicador popular padre Juan Ramírez al padre general; poco antes (1559-1563), había pasado por las aulas de Medina Juan de Yepes (san Juan de la Cruz). Propugnó como pieza clave de su proyecto educativo la creación de un “seminario de letras humanas” para preparar a los futuros maestros jesuitas que influyó poderosamente la estructura y metodología de la ratio studiorum o plan de estudios de los colegios jesuitas posteriores.
Como pedagogo sigue claramente la línea de Luis Vives en su epístola De librorum delectu, añadida a la Institutio de 1586, sobre la lectura escolar de Terencio. No propugnaba la copia servil de los clásicos, sino la asimilación de su espíritu fundido con la personalidad propia. Su Christiani pueri Institutio fue el primer libro europeo impreso en China (Macao, 1588). Bonifacio consideraba su labor como un apostolado y seguía la evolución posterior de sus discípulos. Félix Olmedo dice que se iniciaron en sus aulas más de mil doscientas vocaciones. eclesiásticas.
Se ha conservado un códice manuscrito que contiene abundantes obras que hoy, gracias a las investigaciones de Cayo González Gutiérrez, sabemos que son suyas. Casi todas son bilingües y algunas enteras en latín o castellano. Entre ellas está la Tragoedia Namani, la Tragoedia Iezabelis, la Tragoedia Patris familiae de vinea (sobre la Pasión), la Comoedia Margarita, de carácter simbólico, la Tragicomoedia Nabalis Carmelitidis, bíblica, y otras piezas castellanas. De su época abulense parecen proceder la Actio quae inscribitur Nepotiana Gometius, sobre un estudiante bueno y otro malo; la Tragoedia Vicentina, sobre los mártires Vicente, Sabina y Cristeta; la Comoedia Solomonia, de tema bíblico; los autos Triumphus Eucharistiae y De vita per divinam Eucharistiam restituta, la Actio de Sanctissima Eucharistia y el Examen sacrum. A la época vallisoletana parece corresponder la Introducción en forma de diálogo para unas declamaciones pro morte et contra mortem. Íntegra en castellano está Triumphus Circumcissionis, en prosa y verso. La Dança para el Santíssimo Sacramento está en verso castellano; la Parabola coenae es un auto sacramental íntegramente en verso castellano, con un entremés en prosa, "la Gallofa", que es el que escandalizó al padre Juan Ramírez; en castellano está también la Parábola Samaritani; también en verso castellano está el Auto de la oveja perdida, con conexiones con la obra homónima de Juan de Timoneda. La métrica es variada: octosílabo, endecasílabo, dodecasílabos; octavas reales, estrofa manriqueña, quintillas, coplas de arte mayor, liras, romances... Traen acotaciones escénicas del autor, quien a veces describe lo que debe haber pintado en los fondos. La lengua es siempre castiza y popular. La finalidad de todo este teatro es claramente didáctica, lo que no desmerece de su mérito literario; en el prólogo de su Comedia nepotiana escribe el autor:
Es un sermón disfraçado / hablan burlando y de veras: / entre cosas placenteras / el provecho irá mezclado
Sin embargo el autor posee una vívida conciencia social y moral, que le hace condenar la injusticia fuertemente; en sus versos asoma la indignación y la denuncia en pasajes como este, donde da un enfoque social al tópico del beatus ille:
Dichoso el labrador y afortunado / que vive sin cuidado y sin çoçobra, / teniendo menos obra y aparato; / mas yo no tengo un rato de reposo; / dezir apenas oso mis dolores: / estos grandes señores cortesanos, / crueles, inhumanos, pocas veces / os hablan sin doblezes; trabajamos, / la hiel de gana echamos; del salario / no pagan lo ordinario, aunque hazemos / todo cuanto podemos buenamente. / No hay quien los contente: luego riñen / la espada se desciñen aïrados, / ¡Oh, qué crueles hados! Buen servicio, / pequeño el beneficio. Ya corremos, / ya batallas tenemos, ya torneos; / en buscar los arreos se padeçe, / lo que al cuerpo enflaqueçe; no dormimos / si por la posta imos como agora. / ¡Cruel y fuerte hora en que ventura / me truxo a tal locura y desatino / que dexasse el camino que llevaba! (J. Bonifacio, Tragoedia Namani, III, 1).
Pero esto no es todo lo que escribió: se han perdido sus piezas Del trabajo, Del sabio afortunado y De la venta de José, y algunas églogas y poesías, que nombra en De sapiente fructuoso. Juan Bonifacio llega a pergeñar grandes y profundos caracteres, como el de Jezabel, y posee un realismo social que le otorga un valor suplementario.

## Obras
- Christiani Pueri Institutio adolescentiaeque perfugium, Salamanca, 1575, Burgos, 1586 (trad. de H. Scheid, Ausgewälte pädagogische Schriften, Friburgo/B., 1901, págs. 53- 168 y 243-274)
- De Sapiente fructuoso. Epistolares libri quinque, Burgos, 1589 (trad. de H. Scheid, Ausgewälte pädagogische Schriften, op. cit., págs. 169-243)
- Dança para el Santíssimo Sacramento, s. l., s. f. [ed. de C. González Gutiérrez, El códice de Villagarcía del P. Juan Bonifacio (Teatro Clásico del siglo xvi), Universidad Nacional de Educación a Distancia, 2001, págs. 95-105]
- Historia Virginalis de Beatissimae Mariae perpetuae Virginis Matris praepotentis Dei vita et miraculis, París, 1605, Colonia, 1610
- “Liber de Religione”, en Silva selectorum triplex, 3 (1711), págs. 282-327
- [Cartas a Roma], en Monumenta Historica Societatis Iesu, MonPaedagogica, 3-4